# Tournoi de tennis de Gimcheon
Le Gimcheon Open Challenger est un tournoi international de tennis masculin du circuit professionnel Challenger. Il a lieu tous les ans au mois de mai à Gimcheon, en Corée du Sud. Il a été créé en 2014 et se joue sur dur en extérieur.

## Palmarès messieurs

### Simple
| Année | Vainqueur                     | Finaliste           | Score              |
| ----- | ----------------------------- | ------------------- | ------------------ |
| 2014  | Gilles Müller                 | Tatsuma Ito         | 7-65, 5-7, 6-4     |
| 2015  | Alexander Sarkissian          | Connor Smith        | 7-65, 6-4          |
| 2016  | [[Max Purcell\|]] Max Purcell | Andrew Whittington  | 3-6, 7-66, 5-1 ab. |
| 2017  | Thomas Fabbiano               | Teymuraz Gabashvili | 7-5, 6-1           |
| 2018  | Yoshihito Nishioka            | Vasek Pospisil      | 6-4, 7-5           |

### Double
| Année | Vainqueurs                            | Finalistes                            | Score             |
| ----- | ------------------------------------- | ------------------------------------- | ----------------- |
| 2014  | Chris Guccione Sam Groth              | Austin Krajicek John-Patrick Smith    | 65-7, 7-5, [10-4] |
| 2015  | Li Zhe Jose Statham                   | Dean O'Brien Ruan Roelofse            | 6-4, 6-2          |
| 2016  | Hsieh Cheng-peng Yang Tsung-hua       | Nicolás Barrientos Ruben Gonzales     | Forfait           |
| 2017  | Marco Chiudinelli Teymuraz Gabashvili | Ruan Roelofse Yi Chu-huan             | 6-1, 6-3          |
| 2018  | Ruan Roelofse John-Patrick Smith      | Sanchai Ratiwatana Sonchat Ratiwatana | 6-2, 6-3          |